# Champ-de-Mars (Paris)
Pour les articles homonymes, voir Champ de Mars.
Le Champ-de-Mars est un vaste jardin public entièrement ouvert, situé à Paris dans le quartier du Gros-Caillou du 7e arrondissement, entre la tour Eiffel au nord-ouest et l'École militaire au sud-est. D'une superficie de 24,3 ha, le jardin du Champ-de-Mars est l'un des plus grands espaces verts de Paris.
Site prestigieux par son histoire et sa qualité paysagère exceptionnelle, le Champ-de-Mars est un site classé depuis 1956 et fait partie du site Paris - Rives de la Seine inscrit en 1991 au patrimoine mondial de l'UNESCO. Il est environné par plusieurs espaces paysagers et monuments bénéficiant de protections patrimoniales : palais de Chaillot, jardins du palais de Chaillot, pont d'Iéna, tour Eiffel, École militaire.

## Origine du nom
Son nom vient du Champ de Mars romain (et donc du dieu romain de la guerre, Mars, en écho avec l'École militaire voisine). « Champ de Mars » désignait à l'origine, dans une ville, un vaste espace destiné aux manœuvres et aux parades militaires ; c'est pourquoi on trouvait un champ de Mars dans beaucoup de villes de garnison.

## Historique

### Ancien Régime

#### Terrain de manœuvre militaire
Jusqu'au milieu du XVIIIe siècle, l'emplacement du Champ-de-Mars était une partie de la plaine de Grenelle, également marais de la Grenouillère, consacrée à la culture maraîchère.
La comédienne Adrienne Lecouvreur y est enterrée en 1730.
La construction de l'École militaire, par Gabriel, entraîne en 1765 sa destination de champ de manœuvre militaire. D'abord prévu au sud de l'École, à l'emplacement actuel de la place de Fontenoy, le terrain militaire de l'École est finalement aménagé au nord et Gabriel décide d'orienter vers lui la façade noble de l'École militaire qui ferme encore aujourd'hui le Champ-de-Mars.
Bordé au sud par la façade de Gabriel, à l'est et à l'ouest par des champs cultivés, au nord par la Seine dominée par les collines de Chaillot et de Passy, le Champ-de-Mars mesurait à l'origine près de 900 m de longueur sur 400 m de largeur. Les avenues de la Bourdonnais et de Suffren sont tracées en 1770 pour le délimiter et il était plus étendu avant le lotissement de terrains réalisé en 1907. Il débouchait au nord sur la rive gauche de la Seine face à l'île des Cygnes (emplacement actuel du pilier nord-est de la tour Eiffel).
Le Champ-de-Mars était entouré d'un fossé sec maçonné de 10 m de largeur et 2 m de profondeur bordé de deux murets d'appui. On pouvait le franchir par cinq entrées accessibles par des ponceaux, chaque entrée étant gardée par deux guérites en pierre surmontées d'une fleur de lys et par une grille en fer forgé à deux vantaux. Deux entrées donnaient sur les longs côtés vers Paris et Grenelle et la cinquième ouvrait vers la Seine dans l'axe du pont d'Iéna actuel. Cette dernière entrée disparut avec la construction du pont d'Iéna en 1806 et les quatre autres en 1856. Les longs côtés étaient bordés intérieurement et extérieurement par une terrasse de 40 mètres de largeur. Chacune des deux terrasses était plantée de quatre rangées d'ormes en quinconce. Sur les longs côtés, la terrasse extérieure, bordée par deux haies vives, s'élevait en amphithéâtre pour recevoir le public assistant aux revues.
Terrain de manœuvre militaire, le Champ-de-Mars servait aux revues de la Maison du Roi, ainsi qu'aux exercices des Mousquetaires du roi, des Gardes françaises, des Gardes suisses et des élèves de l'École militaire. Il pouvait recevoir aisément dix mille soldats rangés en bataille.

#### Expériences d'aérostation (1783-1784)
Le 27 août 1783, après quatre jours de gonflage près de la place des Victoires, le premier aérostat gonflé à l'hydrogène, construit par le physicien Jacques Charles, s'envole du Champ-de-Mars avant de retomber à Gonesse.
Le 2 mars 1784, la foule rassemblée sur le Champ-de-Mars assiste à l’ascension de l'aérostat à hydrogène de Jean-Pierre Blanchard. Le ballon de 27 pieds de diamètre est muni d'une hélice, d'un parasol et de deux rames garnies de plumes mues à la force des bras. Le « bateau volant » emporte Blanchard au-delà de la Seine, avant d'être chassé vers l'ouest et d'atterrir à Billancourt.

### Sous la Révolution

#### Camp du Champ-de-Mars (1789)
Face aux troubles révolutionnaires, le baron de Besenval, commandant militaire de l'Île-de-France, rassemble des troupes à partir du 5 juillet 1789 afin de maintenir l'ordre dans Paris. Il établit son quartier général à l'École militaire tandis que les régiments suisses de Salis-Samade, Châteauvieux et Diesbach cantonnent sur le Champ-de-Mars. Le régiment de Vigier est attendu pour le 17 juillet et celui de Castellas, venant à marche forcée de Metz, pour le 19. Harassé par les activités de surveillance des quartiers de Paris et du ravitaillement en blé de la ville, Besenval laisse le prince de Lambesc et le Royal Allemand charger sur la place Louis-XV le 12 juillet, transformant « en insurrection ce qui n’était encore qu’une manifestation ». Les troupes, dispersées dans Paris pour empêcher les troubles, reçoivent l'ordre de regagner le Champ-de-Mars le 13 juillet à 1 heure du matin. Coupé de Versailles, avec sous ses ordres des soldats gagnés par l'insubordination, laissé sans directive par le maréchal de Broglie sinon d'éviter toute effusion de sang, Besenval ne sait empêcher le pillage des Invalides et la prise de la Bastille le 14 juillet 1789. Les troupes du Champ-de-Mars, « tristes, mornes, abattues, enfermées depuis quinze jours dans un espace assez étroit », sont menacées le 15 juillet par des canons postés sur la rive droite et servis par des Gardes françaises. Le même jour, le baron de Besenval fait retirer les troupes du camp et leur fait rejoindre Sèvres.
Le Champ-de-Mars fut témoin et cadre d'apparat de quelques-unes des plus grandes fêtes de la Révolution. Il prit le nom de « Champ-de-la-Fédération », puis celui de « Champ-de-la-Réunion ».

#### Fête de la Fédération (1790)

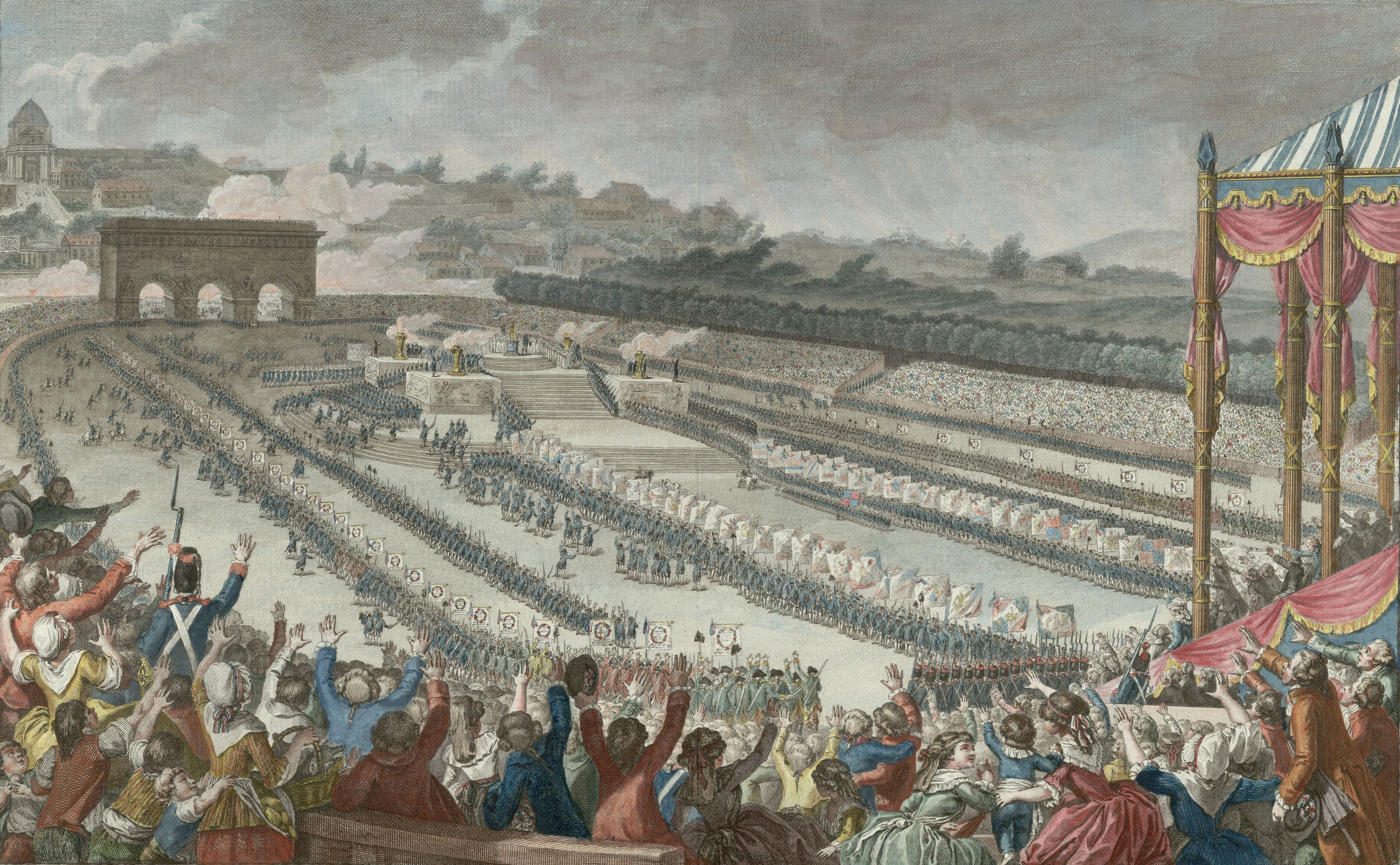
100000 fédérés de province parmi entre 400000 et 600000 Parisiens, au Champ-de-Mars pour la fête de la Fédération.

La fête de la Fédération, le 14 juillet 1790, fut une grande fête révolutionnaire. Elle fut peut-être le seul moment où la foule eut le sentiment de constituer un corps uni, une nation « une, indivisible ». Devant 300 000 spectateurs, Charles-Maurice de Talleyrand-Périgord officia, entouré d'une myriade de prêtres et d'une cohorte de soldats. Louis XVI de France prêta serment sur la Constitution et La Fayette lut celle-ci. On y bénit, on y discourut et on y glorifia la Nation.

#### Cérémonie funèbre (1790)
La cérémonie funèbre relative au massacre de Nancy du 31 août où André Désilles perdit la vie y eut lieu le 20 septembre 1790.

#### Fusillade du Champ-de-Mars (1791)
Un massacre y eut lieu pendant la Révolution française, le 17 juillet 1791. La pétition des Cordeliers du 15 juillet 1791 est portée sur l'autel de la Patrie qui fut élevé pour le 14 juillet 1790. Une foule s'y était rassemblée pour y signer une pétition. Elle fut d'abord rédigée pour revenir sur les décrets du 15 et 16 juillet qui redonnent au roi tous ses droits car elle n'exigeait pas formellement la fin de la monarchie. L'Assemblée constituante ordonne de la disperser. Bailly, maire de Paris, décrète la loi martiale dont la mise en vigueur est signalée par le drapeau rouge. Cette loi permet aux forces de l'ordre de faire usage de leurs armes après sommation. Alors que La Fayette tentait vainement de disperser la foule, Bailly donne l'ordre de tirer sur le peuple, ce qui fit 50 morts et des centaines de blessés. Une charge de cavalerie dispersa la foule.
Le massacre du Champ-de-Mars aggrave la scission entre républicains et mouvement populaire et monarchistes.
À la suite de ce massacre, les sans-culottes vouèrent une haine tenace à Jean Sylvain Bailly, qui y fut guillotiné le 12 novembre 1793.

#### Fête de l'Être suprême (1794)
Le 20 prairial an II (8 juin 1794), Jacques-Louis David organisa la fête de l'Être suprême au Champ-de-Mars. Cette fête marque l'apothéose de la Révolution. On y élève pour l'occasion une sorte de rocher artificiel au sommet duquel s’élèvent un arbre de la liberté, symbole de l’unité et de l’adhésion collective à la Révolution, ainsi qu'une colonne antique surmontée d’une statue qui brandit un flambeau. Maximilien de Robespierre présida cette fête, qui avait débuté au jardin des Tuileries. Sa chute intervient moins de deux mois plus tard.

#### Directoire

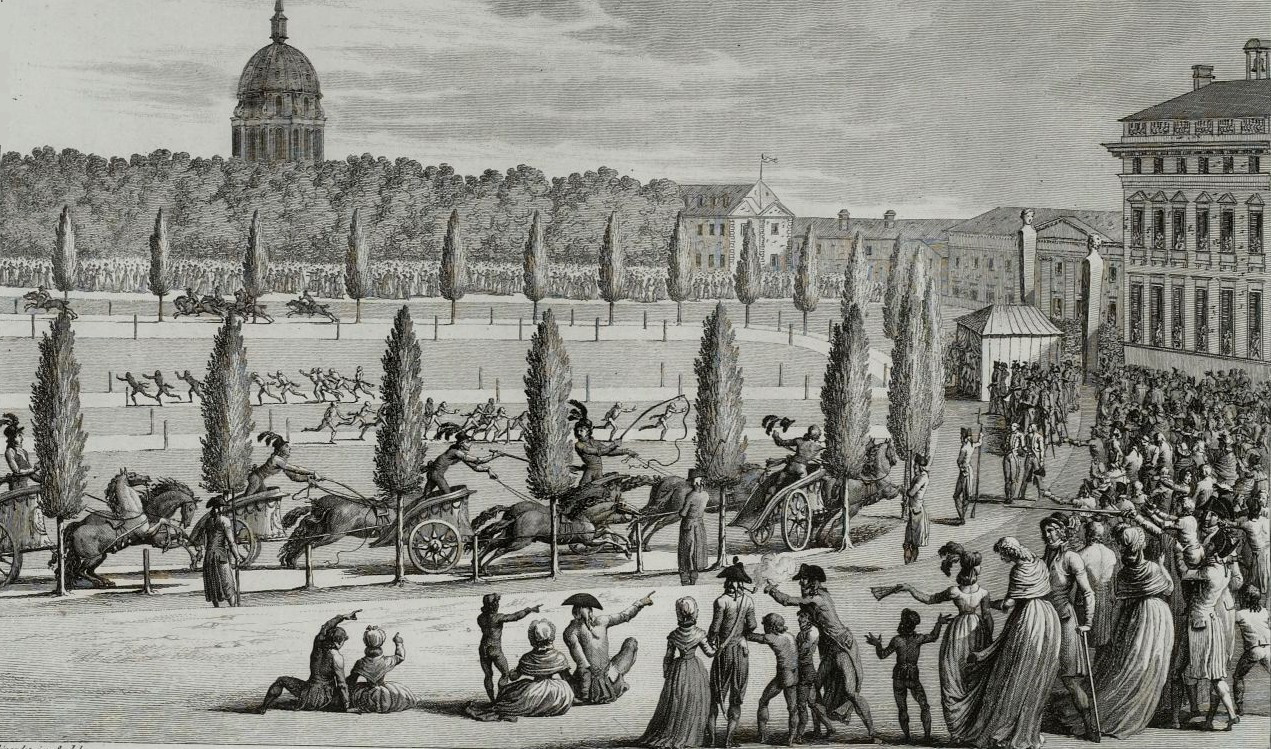
Olympiade de la République le 22 septembre 1796, (musée de la Révolution française).

Sous le Directoire, d'autres fêtes, qualifiées de ridicules, se donnèrent au Champ-de-Mars, dont la fête de l'Agriculture du 14 juillet et du 9 thermidor, la fête du 10 août, la fête de la vieillesse…
Le 30 décembre 1793, la fête des Victoires en l'honneur de la prise de Toulon.
L'anniversaire de la fondation de la République fut solennisé le 22 septembre 1796 par la première fête de l'Olympiade de la République qui devait se reproduire en 1797 et 1798. Ces fêtes étaient accompagnées de courses à pied, à cheval, en chars, de luttes, de joutes et des dizaines d'orchestres faisaient danser les citoyens.
Le 1er vendémiaire an VII, on y fit la première exposition des produits de l'industrie française.

### Premier Empire
Le 3 décembre 1804, le lendemain du couronnement de Napoléon Ier, l'Empereur fit au Champ-de-Mars la « distribution des aigles ».
Le chenal nommé « petite Seine », qui séparait l'île des Cygnes de la terre ferme, est comblé en 1812, ce qui étend le Champ-de-Mars à l'emplacement actuel de la tour Eiffel. Ces travaux sont contemporains de la construction du pont d'Iéna et des projets, abandonnés en 1815 après la chute de l'Empire, du Palais du Roi de Rome sur la rive gauche face au Champ-de-Mars et des bâtiments des Archives et de l'Université sur le quai d'Orsay. 
Le 1er juin 1815, on y proclame l'acte additionnel aux constitutions de l'Empire. Dans cette cérémonie connue sous le nom de « Champ-de-mai », Napoléon y passe en revue toute sa Garde et environ 60 000 hommes de la Garde nationale de Paris.

### AuXIXesiècle
Les 27 mars et 2 mai 1831, le roi Louis-Philippe y distribue solennellement les drapeaux et étendards tricolores aux troupes de ligne et à la garde nationale parisienne.
En juin 1837, pour célébrer le mariage du duc d'Orléans, le Champ-de-Mars sert de scène pour représenter le simulacre de la prise de la citadelle d'Anvers de 1832. Le 15 juin 1837, à la suite d'un mouvement de foule, 24 personnes périssent, pressées, foulées, écrasées contre des grilles. 
Le 21 mai 1848, le Champ-de-Mars accueille la Fête de la Concorde.
C'est là que se tinrent les Expositions universelles de Paris des années 1867, 1878, 1889, 1900 et 1937.
Lors de l'Exposition universelle de 1889 – et pour célébrer le centenaire de la Révolution française –, Gustave Eiffel érigea la tour Eiffel sur l'esplanade du Champ-de-Mars. Pendant l'Exposition universelle de 1900, il accueille sur sa partie sud le palais de l'Électricité.

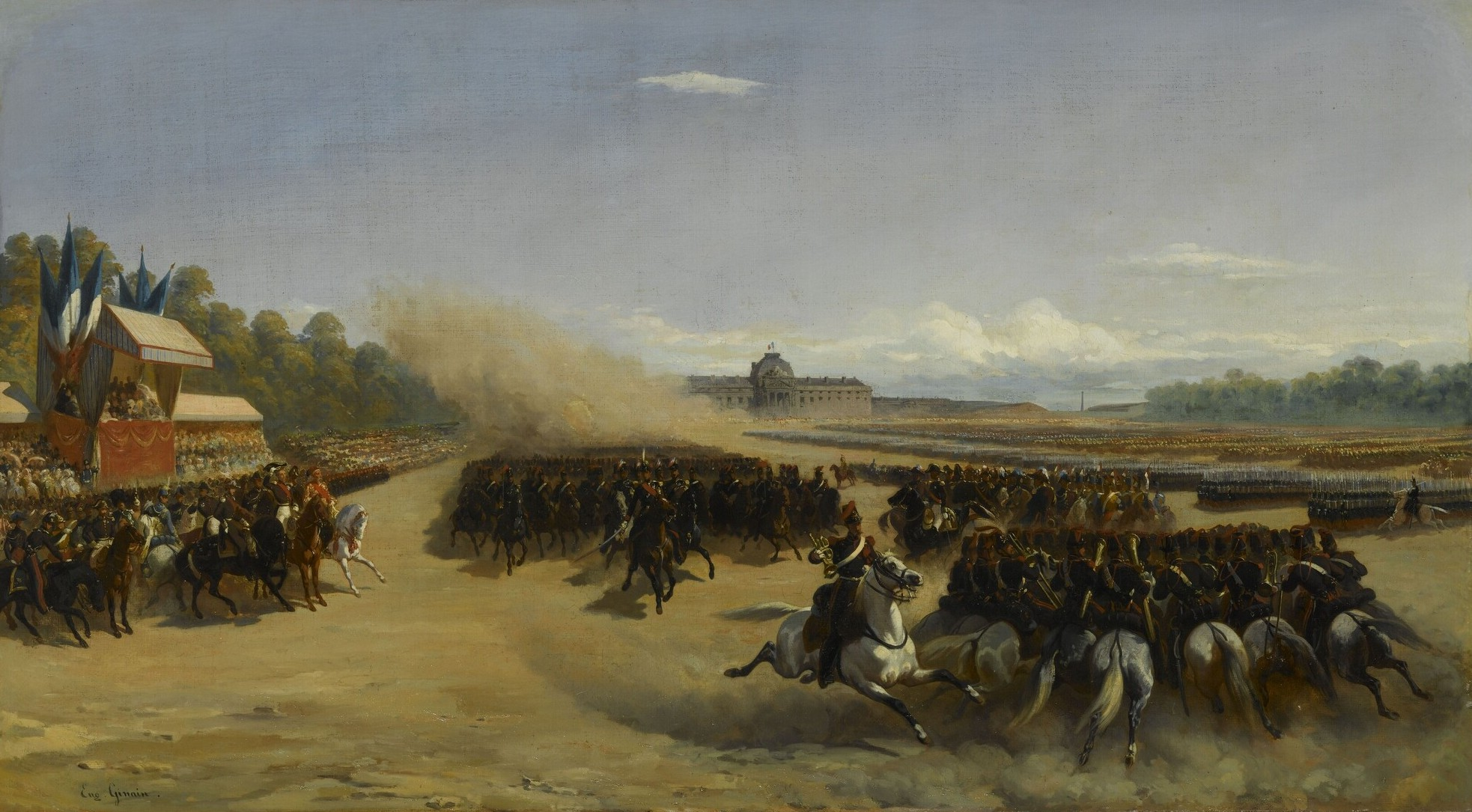
Une revue militaire au Champ-de-Mars en 1846 en l'honneur d'Ibrahim Pacha, un dignitaire égyptien.
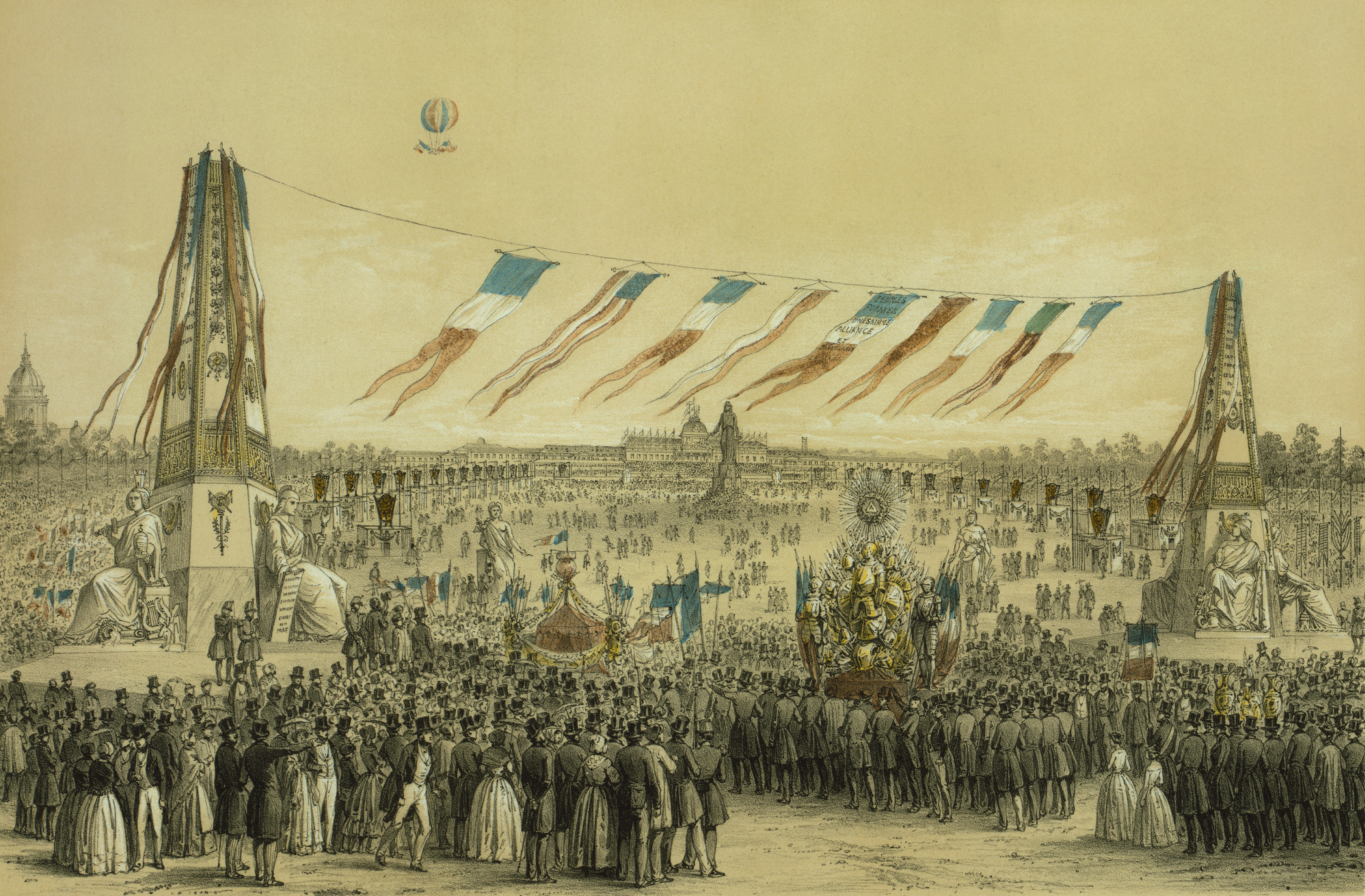
Fête de la Concorde, 21 mai 1848. Arrivée des corporations au Champ-de-Mars.
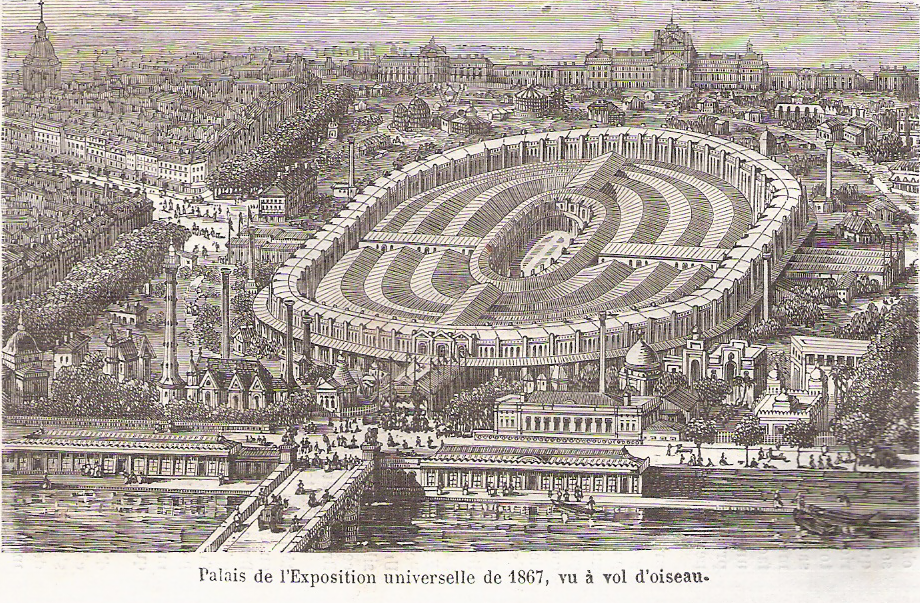
Palais de l'Exposition universelle de 1867, immense bâtiment occupant tout le Champ-de-Mars.
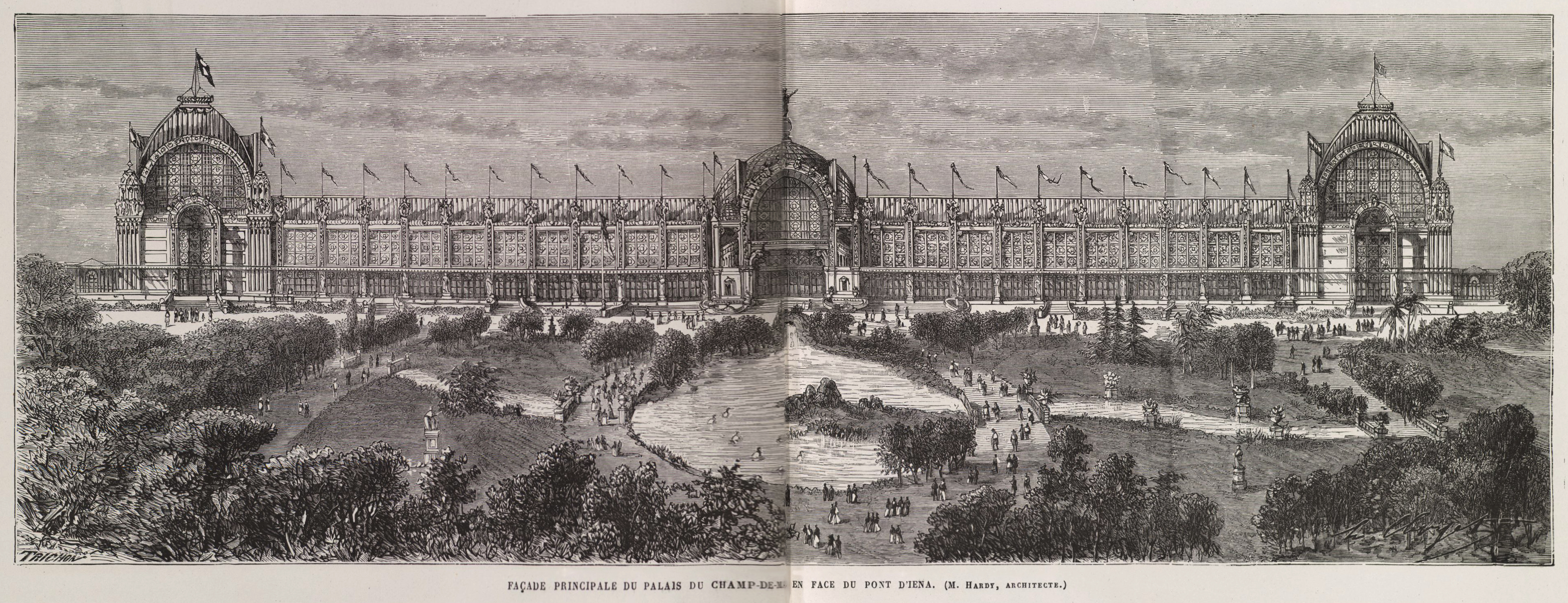
Palais du Champ-de-Mars de 1878.

### AuXXesiècle
Les architectes Ferdinand Dutert et Charles Léon Stephen Sauvestre construisirent à la même occasion, au fond du Champ-de-Mars, devant l'École militaire, la galerie des Machines, démolie en 1909.
Le Champ-de-Mars accueillit également les épreuves de fleuret et de sabre des Jeux olympiques d'été de 1900.
La surface du Champ-de-Mars est réduite en 1907 par lotissement des terrains entre l'avenue de la Bourdonnais et l'allée Adrienne-Lecouvreur au nord-est et entre l'avenue de Suffren et l'allée Thomy-Thierry au sud-ouest, sur lesquels se construisent de magnifiques immeubles résidentiels au cours des années précédant la Première Guerre mondiale.
Le 27 juin 1918, durant la Première Guerre mondiale, une bombe explose sur le Champ-de-Mars, à l'angle de l'avenue Silvestre-de-Sacy et de l'allée Adrienne-Lecouvreur lors d'un raid effectué par des avions allemands.

### Ère contemporaine
Le Champ-de-Mars est devenu un vaste jardin public, avec des allées centrales en pelouse. Il est le lieu de nombreuses représentations et activités que ce soit des concerts, des expositions ou des feux d'artifice, tous gratuits.
Du 21 décembre 1985 au 4 janvier 1986, Dorothée s'y produit pour sa comédie musicale On va faire du cinéma.
Le 14 juillet 1995, Jean-Michel Jarre célèbre le cinquantenaire de l'UNESCO en faisant un « concert pour la tolérance » et attire 1,5 million de spectateurs, en rassemblant instruments et musiciens de cultures différentes.
Le 10 juin 2000, Johnny Hallyday y a réalisé un concert au pied de la tour Eiffel devant plus de 600 000 personnes et 10 millions de téléspectateurs.
Le 14 juillet 2007, le concert de la Fraternité, inauguré par le président de la République Nicolas Sarkozy, a rassemblé plus de 600 000 personnes. Y ont joué Michel Polnareff, Nelly Furtado, Bob Sinclar, Tokio Hotel et Laura Pausini. Deux ans plus tard, le 14 juillet 2009, 1 million de personnes assistent au concert de Johnny Hallyday, suivi d'un feu d'artifice réalisé par le Groupe F et célébrant les 120 ans de la tour Eiffel. Le 14 juillet 2011, SOS Racisme donne un concert devant une assistance de plus d'un million de personnes.
L’association Les amis du Champ-de-Mars, créée le 9 novembre 1995 et dénommée « Association de défense des usagers et des riverains du Champ-de-Mars » jusqu'en 2005, a pour objectif de contribuer à la protection et à la promotion de ce site exceptionnel qu’est le Champ-de-Mars, non seulement en luttant contre toutes les nuisances qui concourent à sa dégradation, mais en proposant une vision pour son avenir.
Pour la première fois après les Expositions universelles de 1900 et 1937, l'espace situé directement au pied de la tour Eiffel a été utilisé à l'automne 2012 pour une manifestation de plusieurs semaines. À cet endroit fut commémorée la signature du traité de l'Élysée le 22 janvier 1963. L'exposition des United Buddy Bears en octobre et novembre 2012 à Paris a rappelé la pierre angulaire de l'amitié franco-allemande.

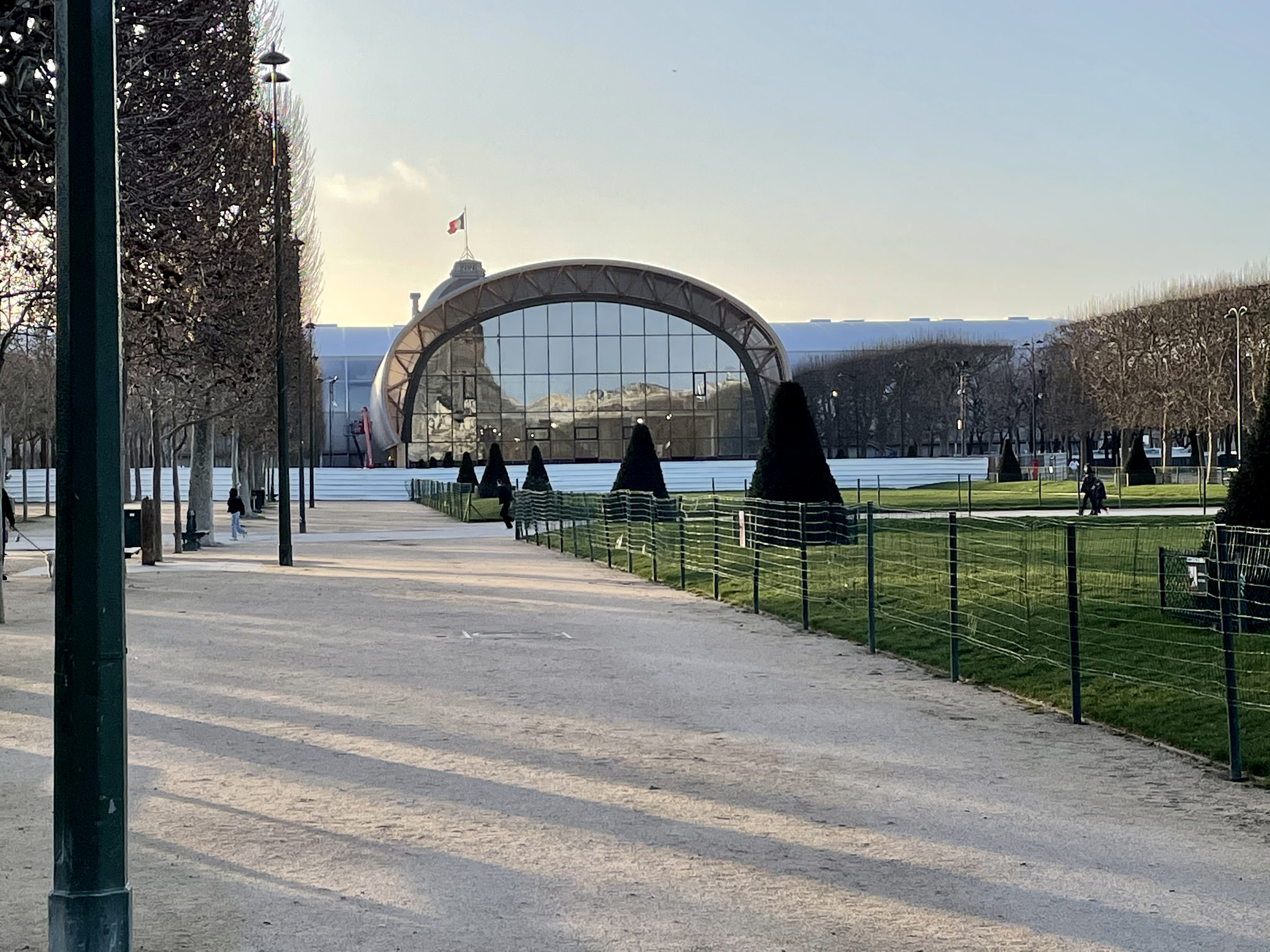
Grand Palais éphémère vu du Champ-de-Mars.

Le dimanche 13 janvier 2013, La Manif pour tous organise sur le Champ-de-Mars un rassemblement de 1 000 000 personnes selon les organisateurs, 340 000 selon la police.
Le dimanche 15 juillet 2018, 90 000 personnes sont présentes pour assister à la finale de la Coupe du monde de football, qui voit la France s'imposer face à la Croatie.
Chaque année, le soir du 14 juillet, des milliers de personnes viennent assister au grand feu d'artifice de 23 h. Il est précédé depuis 2013 par un grand concert de musique classique, assisté par le chœur de Radio France et dont la retransmission est assurée sur France 2.
Au début des années 2020, le Grand Palais subit des travaux de rénovation. Une structure provisoire est donc bâtie au sud-est du Champ-de-Mars, un « Grand Palais éphémère », conçu par Jean-Michel Wilmotte et géré par GL Events, qui est inauguré début 2021. Il accueillera plusieurs évènements, dont certaines épreuves des Jeux olympiques d'été de 2024.

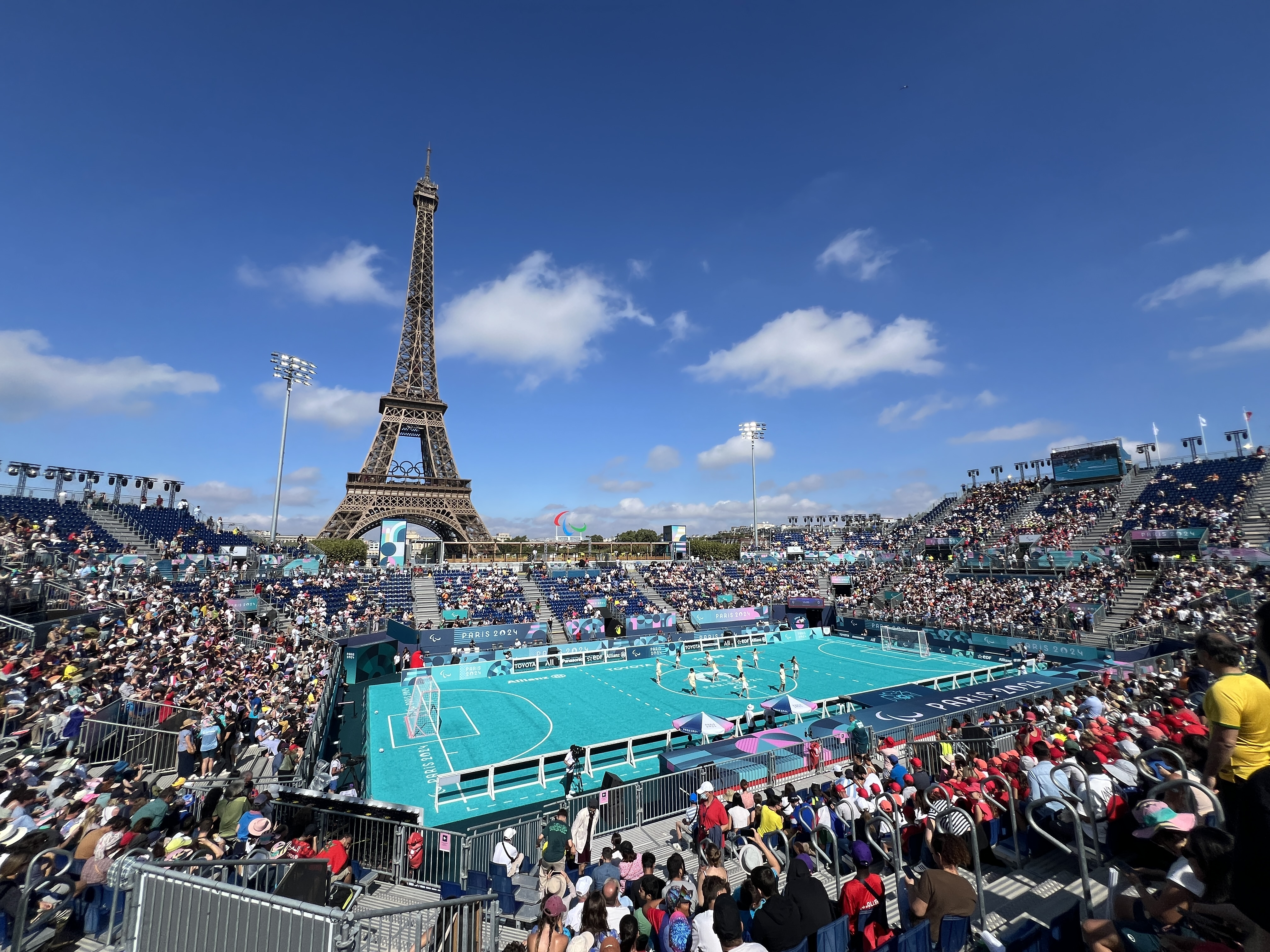
Le Stade Tour Eiffel, installée sur le Champ-de-Mars en 2024.

Le 24 avril 2022, Emmanuel Macron prononce son discours de victoire à l'élection présidentielle sur le Champ-de-Mars.
À partir de mars 2024 y est construit un stade éphémère, « Stade Tour Eiffel », dans le but d'accueillir des épreuves des Jeux olympiques d'été de 2024 ainsi que des Jeux paralympiques de 2024. Le stade, d'une capacité de 12 000 places, accueille le volleyball de plage (beach volley) du 27 juillet au 10 août 2024, puis le cécifoot pour les Jeux paralympiques. Structure éphémère, il est démonté en septembre 2024.

## Activités

### Fréquentation
Le Champ-de-Mars est extrêmement fréquenté les week-ends toute l'année par les Parisiens et par les visiteurs.

### Structures

Plan du Champ-de-Mars.

- Monuments et statues : buste de Gustave Eiffel par Antoine Bourdelle (1927), buste de Lucien Guitry par Paul Röthlisberger (1931), buste du général Gustave Ferrié par Sicard (1933), statue équestre du maréchal Joffre par Maxime Real del Sarte (1939), monument des Droits de l'homme d'Ivan Theimer (1989), Mur pour la Paix (2000, détruit en 2020) ;
- deux jardins d'enfants avec des jeux, l'un contenant un manège ;
- deux petits terrains de sport sur dur, pour football en salle ou basketball ;
- un kiosque à musique ;
- le théâtre guignol du Champ de Mars.

Le Champ-de-Mars est traversé par plusieurs voies, la plupart étant piétonnes (voir la carte ci-haut) :
- Allée Adrienne-Lecouvreur
- Allée Jean-Paulhan
- Allée Léon-Bourgeois
- Allée Maurice-Baumont
- Allée Paul-Deschanel
- Allée des Refuzniks
- Allée Thomy-Thierry
- Avenue Anatole-France
- Avenue Barbey-d'Aurevilly
- Avenue Charles-Risler
- Avenue du Docteur-Brouardel
- Avenue Émile-Pouvillon
- Avenue du Général-Ferrié
- Avenue du Général-Marguerite
- Avenue du Général-Tripier
- Avenue Gustave-Eiffel
- Avenue Joseph-Bouvard
- Avenue Pierre-Loti
- Esplanade des Ouvriers-de-la-Tour-Eiffel
- Place Jacques-Rueff

### Événements
Le site de la tour Eiffel et du Champ-de-Mars a été sélectionné pour accueillir une fan zone lors du championnat d'Europe de football 2016, d'une capacité de 92 000 places.
Pour le 14 Juillet, le Champ-de-Mars accueille chaque année depuis 2013 Le Concert de Paris, concert de musique classique qui s'ensuit du traditionnel tir de feux d'artifice.

## Dimensions
Entre l'avenue Gustave-Eiffel, qui sépare le parc de la tour Eiffel au nord-ouest et l'avenue de La Motte-Picquet qui le borde au sud-est, le Champ-de-Mars mesure 780 mètres de long. En largeur, il y a 220 mètres entre l'allée Thomy-Thierry au sud-ouest et l'allée Adrienne-Lecouvreur au nord-est.
Les nombreux coureurs qui s'entraînent autour du Champ-de-Mars font donc 2 kilomètres à chaque tour.

## Étymologies populaires
La popularité du nom « Champ-de-Mars » suscite de nombreuses étymologies populaires, reconstructions a posteriori qui ne reposent sur aucune référence attestée. Ces spéculations intellectuelles relèvent davantage de ces rumeurs contemporaines qu'on nomme  légendes urbaines. En voici un exemple :
- À la fin du XVIe siècle, les conquistadors ramènent la pomme de terre des Amériques. L'Europe, à cette époque, connaît une importante famine. Il faudra attendre 1748 pour que le Parlement autorise la culture de ce tubercule pour combler les besoins alimentaires de la France. Les premiers lieux de culture auraient été situés sur l'actuel emplacement du Champ-de-Mars, les pommes de terre étant plantées aux alentours du mois de mars.

- Une théorie confirmée a aussi été émise : à l'époque gallo-romaine, les troupes romaines écrasèrent des résistants gaulois sur la plaine de Garanella (plaine de Grenelle) qu'ils rebaptisèrent Champ-de-Mars en l'honneur de cette victoire.

## Au cinéma
- Les derniers plans du générique du film Les 400 coups (1959) de François Truffaut ont été filmés passant dans une allée du Champ-de-Mars, en conservant une vue vers la tour Eiffel.
- Dans le film Les Sous-doués en vacances (1981), Bébel (Daniel Auteuil) essaie, en vain, de planter sa tente sur le Champ-de-Mars.
- Le Promeneur du Champ-de-Mars (2005) est un film français de Robert Guédiguian sorti en salle le 16 février 2005. Il retrace la fin de la vie de François Mitterrand, lorsqu’il habitait au 9, avenue Frédéric-Le-Play et avait l’occasion de se promener dans le Champ-de-Mars tout proche.
- Une scène du film L'Affaire SK1 (2014) est tournée au Champ-de-Mars.